# Lufengosaurus
Lufengosaurus ("reptil de Lufeng") es un género de dinosaurio prosaurópodo masospondílido, representado por 2 especies conocidas, que vivió a principios del período Jurásico hace aproximadamente 203 y 191 millones de años, en el Hettangiense y el Pliensbachiense, en lo que hoy es Asia. Las dos especies hasta hoy conocidas son la especie tipo Lufengosaurus huenei, y la  Lufengosaurus magnus, de mayor tamaño.

## Descripción
Lufengosaurus a menudo se describe como un sauropodomorfo temprano bastante pequeño, medía aproximadamente 6 metros de largo y casi 3 de alto. Más de 30 especímenes han sido descubiertos. Fue el primer esqueleto completo montado en China, con una estampilla postal de 1958 conmemorando el suceso. Sin embargo, cuando se incluyen los especímenes de L. magnus, su tamaño es más considerable, Gregory S. Paul estimó una longitud de 9 metros y un peso de 1,7 toneladas en 2010. Para un sauropodomorfo temprano, su cuello es bastante largo y las extremidades anteriores son relativamente cortas. De estos se infirió que la especie era bípeda, incluso antes de que fuera común asumir esto para todos los sauropodomorfos basales. Yang publicó una osteología completa de Lufengosaurus en 1941, pero fue gravemente obstaculizado en su diagnóstico por las condiciones de guerra, impidiendo un acceso completo a la literatura y haciendo imposible una comparación adecuada con las formas relacionadas. Del cráneo existe una descripción moderna. El cráneo del holotipo mide 25 centímetros de largo.

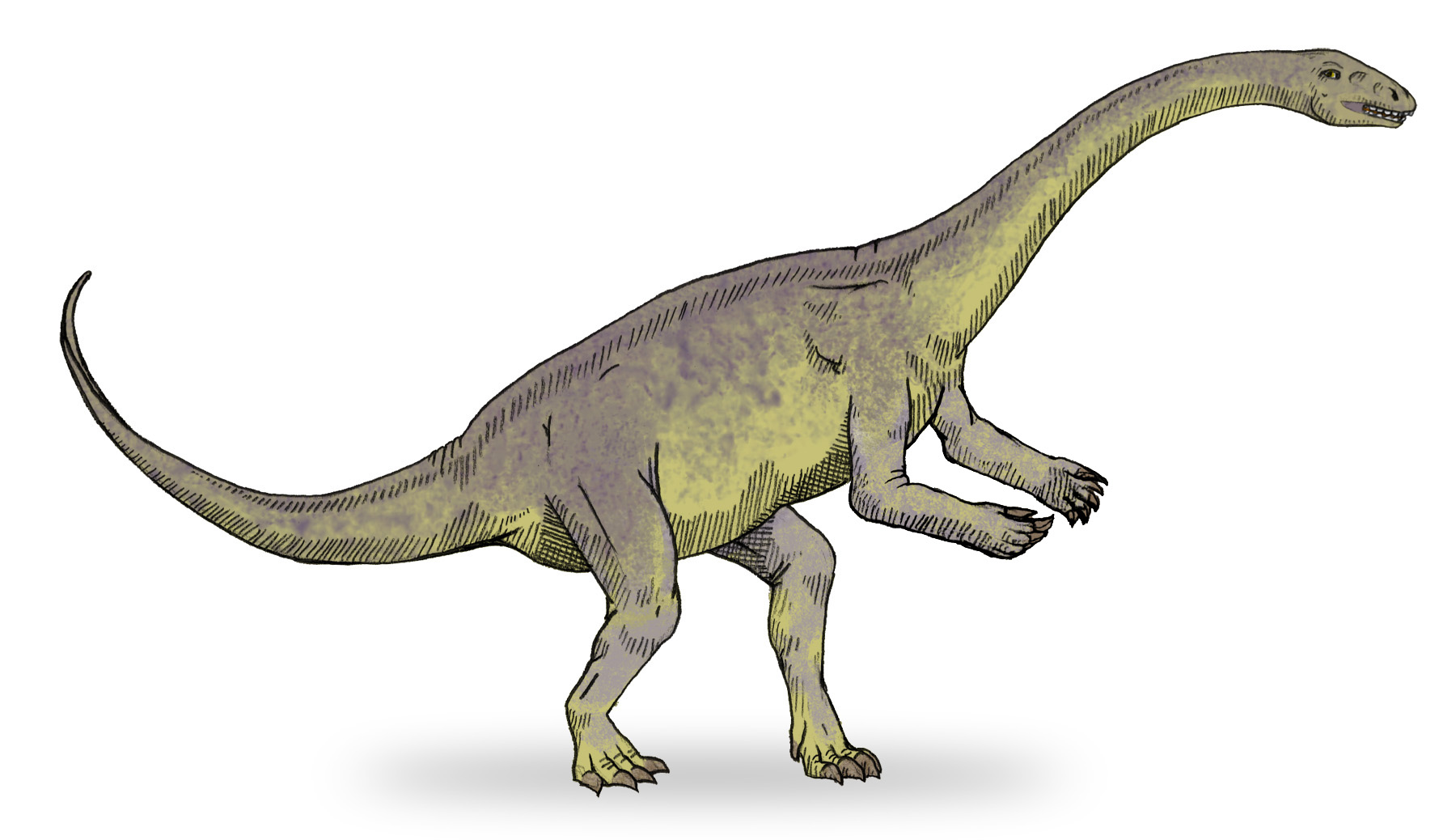
Recreación de Lunfengosaurus.

Lufengosauruses uno de los dinosaurios chinos más antiguos y muestra que había saurópodos en todo el mundo. Estaba emparentado con el Plateosaurus. Lufengosaurus tenía un cráneo largo y sus dientes estaban ampliamente espaciados.
Tenía largas y poderosas patas traseras y brazos cortos; tal vez podía caminar erguido o en cuatro patas, la dieta de este dinosaurio es un misterio se ha asumido que eran herbívoros, pero los dientes pequeños y espaciados tenían filo y pudieron usarse también para comer carne. Pero los dientes agudos vistos en Lufengosaurus así como en otros prosaurópodos eran similares a los de la iguana moderna que es herbívora.  Las grandes garras, en especial la del pulgar que era afilada y curva en forma de hoz. Se piensa que la usaba en su defensa o para arrancar las hojas de los árboles.

Tamaño de L. huenei (verde claro) y L. magnus (verde oscuro).

El hocico de Lufengosaurus era profundo y ancho, y tenía protuberancias óseas distintivas justo detrás de sus grandes fosas nasales y en sus mejillas. Una cresta ósea en el costado de la mandíbula superior podría haber ayudado a anclar el tejido blando . Si es así, entonces Lufengosaurus debe haber tenido mejillas más grandes que la mayoría de los otros sauropodomorfos. Sus dientes serrados, muy espaciados, se adaptaban a una dieta de hojas.

## Descubrimiento e investigación
Varios esqueletos de Lufengosaurus se colectaron en las expediciones chinas a  Sichuán y  Yunnan entre 1930 y 1950. Desde entonces, numerosos ejemplares se han encontrado en varias partes de China.

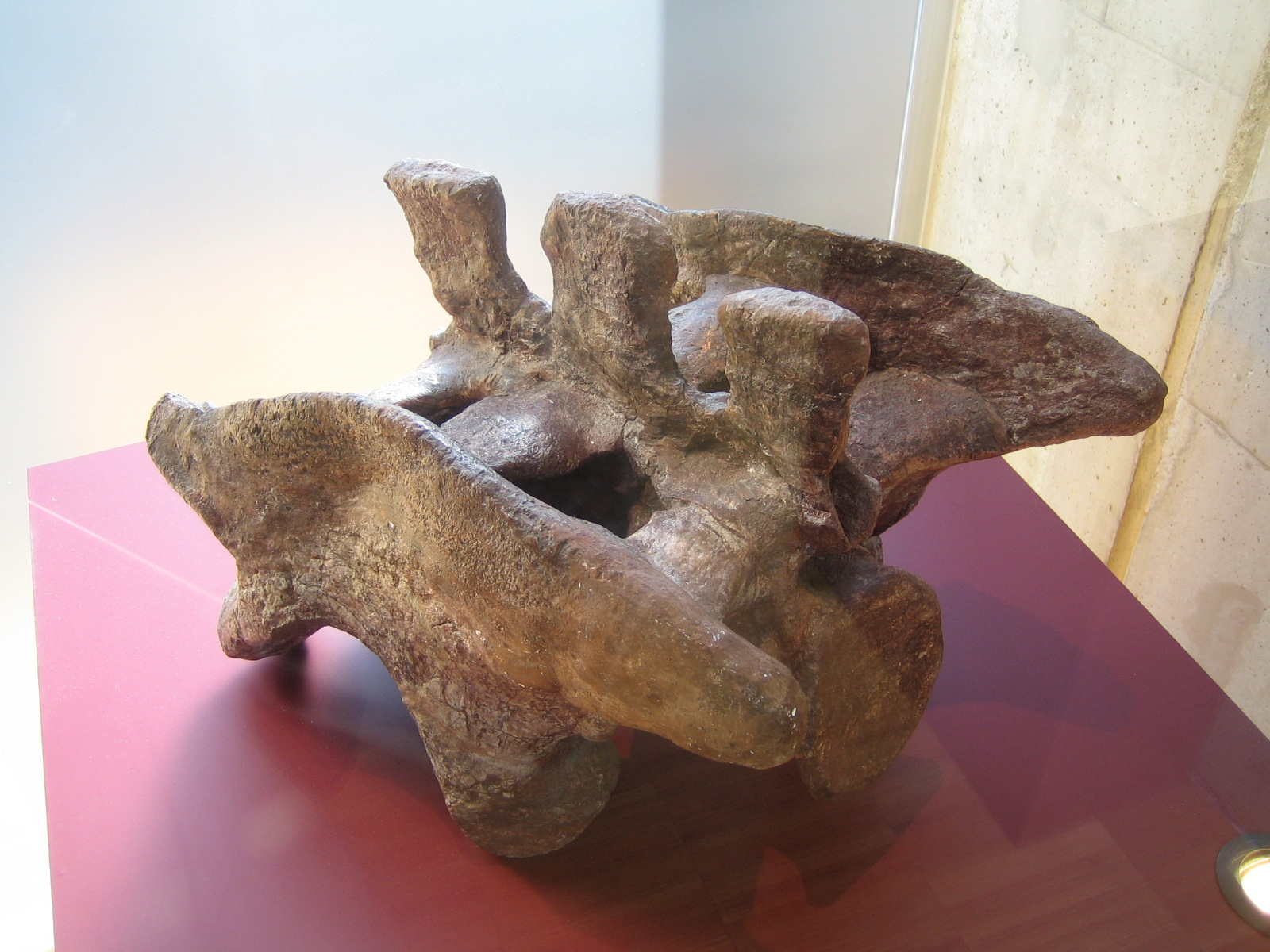
Pelvis de Lufengosaurus huenei.

A fines de la década de 1930, el geólogo Bien Meinian comenzó a descubrir fósiles en Shawan, cerca de Lufeng, en la provincia de Yunnan. En 1938 se le unió el paleontólogo Yang Zhongjian, en ese momento conocido como "C. C. Young" en Occidente. En 1941, Yang nombró restos de un "prosaurópodo" Lufengosaurus huenei. El nombre genérico se refiere a Lufeng. El nombre específico honra al antiguo tutor de Yang, el paleontólogo alemán Friedrich von Huene.
El holotipo , IVPP  V15, un esqueleto parcial, se encontró en la Formación Lufeng inferior. Originalmente considerada triásica, esta formación ahora se considera que data del Jurásico inferior entre el Hettangiense al Sinemuriense. Una segunda especie fue nombrada por Yang entre 1940 y 1941 y descrita completamente en 1947, Lufengosaurus magnus era, como su nombre específico sugiere magnus, "el grande", en latín, significativamente, hasta un tercio de longitud, más grande criatura que L. huenei. Sin embargo, en Occidente esto se considera a menudo un sinónimo más moderno de Lufengosaurus huenei, que representa individuos grandes. Se han descubierto unos treinta especímenes importantes, incluidos los de juveniles. En 1958, un ejemplar de Lufengosaurus fue el primer esqueleto completo de dinosaurio montado en China. Se emitió un sello postal conmemorativo de 8 yuanes el 15 de abril de 1958 para celebrar el evento, la primera vez que se representaba un dinosaurio en un sello. El esqueleto está ahora en exhibición en el Museo Paleozoológico de China .

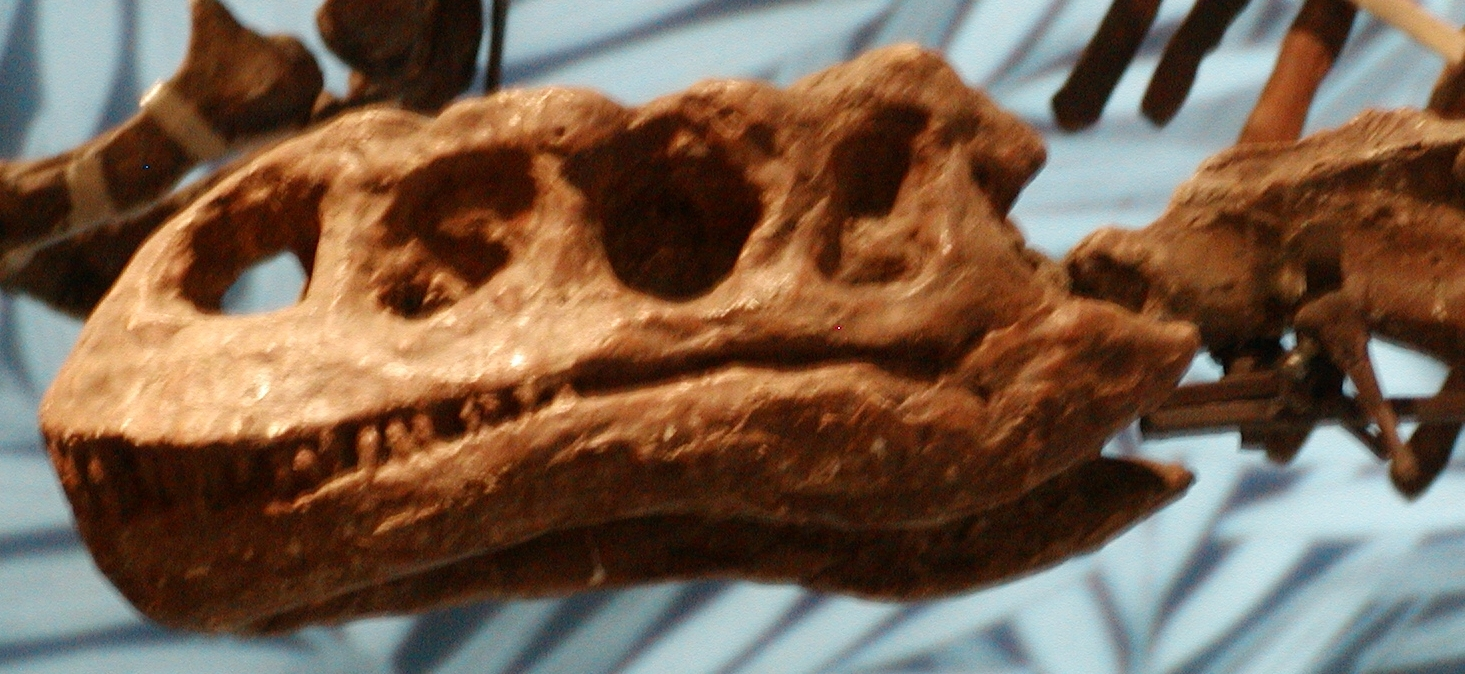
Cráneo de L. magnus.

En 1940, Yang nombró a otro prosaurópodo, Gyposaurus sinensis. En 1976, Peter Galton consideró que esta especie era idéntica a Lufengosaurus. Ya que se encuentra en depósitos del Bajociano de China, esto haría que Lufengosaurus uno de los pocos géneros "prosaurópodo" que pudo sobrevivir en el Jurásico Medio . Sin embargo, la identidad hoy se duda en general.
En 1981, Michael Cooper sugirió que Lufengosaurus y Yunnanosaurus eran especies del género sudafricano Massospondylus. Sin embargo, un nuevo análisis en 2005 por Paul Barrett y sus colegas del cráneo de Lufengosaurus huenei lo establece como un género distinto separado de Massospondylus o Yunnanosaurus.

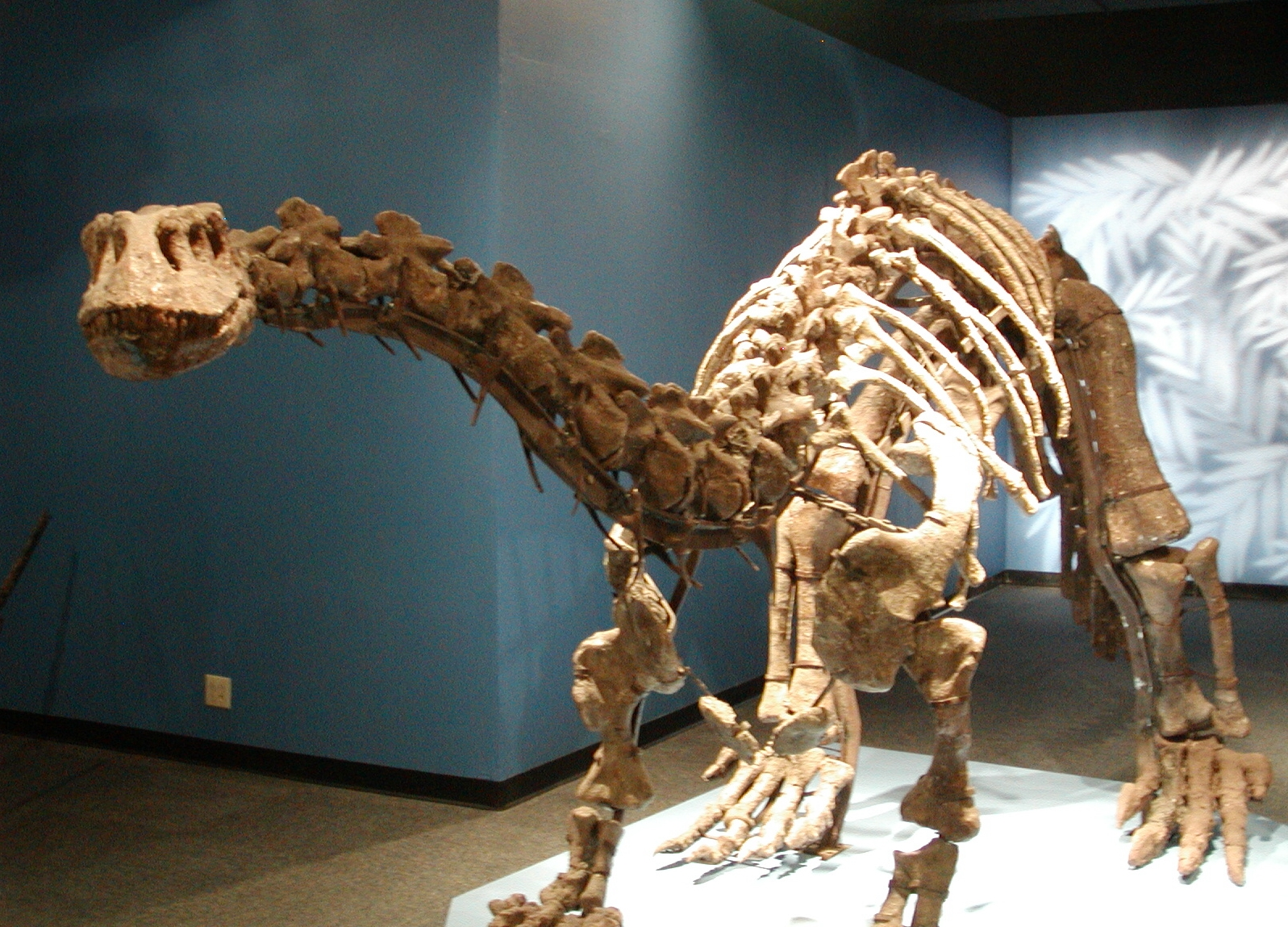
Esqueleto montado de L. magnus

En 1985, Zhao Xijin en una lista de especies nombró otra especie, Lufengosaurus changduensis, basada en un espécimen encontrado en el Tíbet pero al faltarle la descripción se la considera inválidas.
En 2015, un equipo internacional dirigido por Yao-Chang Lee, del Centro Nacional de Investigación de Radiación Sincrotrónica de Taiwán, encontró una proteína de colágeno preservada en un fósil de Lufengosaurus. La proteína, descrita en Nature Communications de 31 de enero de 2017, tenía más de 100 millones de años más que cualquier proteína fósil previamente registrada.

## Clasificación
Yang asignó Lufengosaurus a Plateosauridae y esta sigue siendo una clasificación común en China. Algunos análisis cladísticos han encontrado a Lufengosaurus como miembro de Massospondylidae. Lufengosaurus a menudo se pensaba que era muy similar a Plateosaurus de Europa. Sin embargo, el nuevo trabajo ha demostrado que la pareja es bastante diferente, y Lufengosaurus estaba más cerca de Coloradisaurus y Massospondylus.

### Filogenia
El siguiente cladograma se basa en el análisis presentado por Novas et al., 2011:

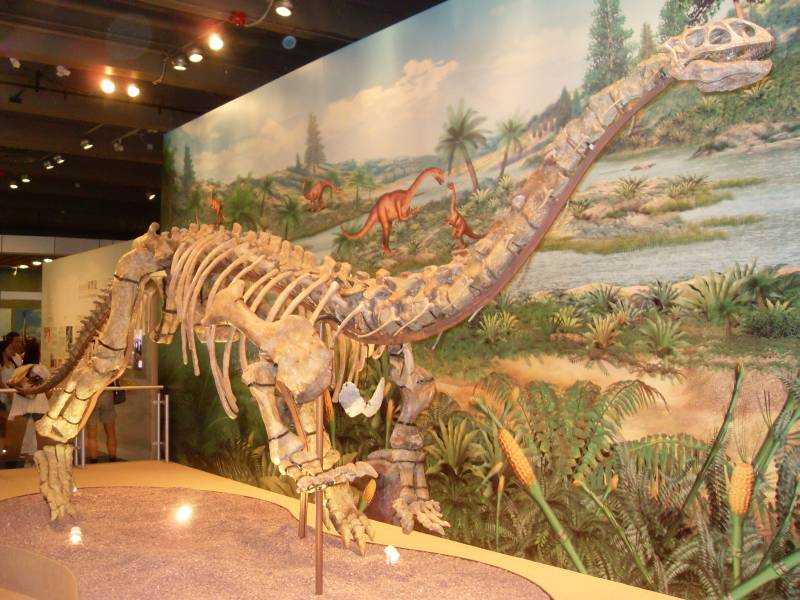
Lufengosaurus en pose cuadrúpeda, esqueleto donado al Museo de Ciencias de Hong Kong en 1998.

|  | Eucnemesaurus |
|  |               |
|  | Riojasaurus   |
|  |               |

|  | Coloradisaurus                                                   |
|  |                                                                  |
|  | \| \| Lufengosaurus \| \| \| \| \| \| Glacialisaurus \| \| \| \| |
|  |                                                                  |
|  | Lufengosaurus                                                    |
|  |                                                                  |
|  | Glacialisaurus                                                   |
|  |                                                                  |

|  | Lufengosaurus  |
|  |                |
|  | Glacialisaurus |
|  |                |

|  | Coloradisaurus                                                   |
|  |                                                                  |
|  | \| \| Lufengosaurus \| \| \| \| \| \| Glacialisaurus \| \| \| \| |
|  |                                                                  |
|  | Lufengosaurus                                                    |
|  |                                                                  |
|  | Glacialisaurus                                                   |
|  |                                                                  |

|  | Lufengosaurus  |
|  |                |
|  | Glacialisaurus |
|  |                |

|  | Yunnanosaurus                                                |
|  |                                                              |
|  | Jingshanosaurus                                              |
|  |                                                              |
|  | Anchisaurus                                                  |
|  |                                                              |
|  | \| \| Melanorosaurus \| \| \| \| \| \| Sauropoda \| \| \| \| |
|  |                                                              |
|  | Melanorosaurus                                               |
|  |                                                              |
|  | Sauropoda                                                    |
|  |                                                              |

|  | Melanorosaurus |
|  |                |
|  | Sauropoda      |
|  |                |

|  | Coloradisaurus                                                   |
|  |                                                                  |
|  | \| \| Lufengosaurus \| \| \| \| \| \| Glacialisaurus \| \| \| \| |
|  |                                                                  |
|  | Lufengosaurus                                                    |
|  |                                                                  |
|  | Glacialisaurus                                                   |
|  |                                                                  |

|  | Lufengosaurus  |
|  |                |
|  | Glacialisaurus |
|  |                |

|  | Coloradisaurus                                                   |
|  |                                                                  |
|  | \| \| Lufengosaurus \| \| \| \| \| \| Glacialisaurus \| \| \| \| |
|  |                                                                  |
|  | Lufengosaurus                                                    |
|  |                                                                  |
|  | Glacialisaurus                                                   |
|  |                                                                  |

|  | Lufengosaurus  |
|  |                |
|  | Glacialisaurus |
|  |                |

|  | Yunnanosaurus                                                |
|  |                                                              |
|  | Jingshanosaurus                                              |
|  |                                                              |
|  | Anchisaurus                                                  |
|  |                                                              |
|  | \| \| Melanorosaurus \| \| \| \| \| \| Sauropoda \| \| \| \| |
|  |                                                              |
|  | Melanorosaurus                                               |
|  |                                                              |
|  | Sauropoda                                                    |
|  |                                                              |

|  | Melanorosaurus |
|  |                |
|  | Sauropoda      |
|  |                |

|  | Eucnemesaurus |
|  |               |
|  | Riojasaurus   |
|  |               |

|  | Coloradisaurus                                                   |
|  |                                                                  |
|  | \| \| Lufengosaurus \| \| \| \| \| \| Glacialisaurus \| \| \| \| |
|  |                                                                  |
|  | Lufengosaurus                                                    |
|  |                                                                  |
|  | Glacialisaurus                                                   |
|  |                                                                  |

|  | Lufengosaurus  |
|  |                |
|  | Glacialisaurus |
|  |                |

|  | Coloradisaurus                                                   |
|  |                                                                  |
|  | \| \| Lufengosaurus \| \| \| \| \| \| Glacialisaurus \| \| \| \| |
|  |                                                                  |
|  | Lufengosaurus                                                    |
|  |                                                                  |
|  | Glacialisaurus                                                   |
|  |                                                                  |

|  | Lufengosaurus  |
|  |                |
|  | Glacialisaurus |
|  |                |

|  | Yunnanosaurus                                                |
|  |                                                              |
|  | Jingshanosaurus                                              |
|  |                                                              |
|  | Anchisaurus                                                  |
|  |                                                              |
|  | \| \| Melanorosaurus \| \| \| \| \| \| Sauropoda \| \| \| \| |
|  |                                                              |
|  | Melanorosaurus                                               |
|  |                                                              |
|  | Sauropoda                                                    |
|  |                                                              |

|  | Melanorosaurus |
|  |                |
|  | Sauropoda      |
|  |                |

|  | Coloradisaurus                                                   |
|  |                                                                  |
|  | \| \| Lufengosaurus \| \| \| \| \| \| Glacialisaurus \| \| \| \| |
|  |                                                                  |
|  | Lufengosaurus                                                    |
|  |                                                                  |
|  | Glacialisaurus                                                   |
|  |                                                                  |

|  | Lufengosaurus  |
|  |                |
|  | Glacialisaurus |
|  |                |

|  | Coloradisaurus                                                   |
|  |                                                                  |
|  | \| \| Lufengosaurus \| \| \| \| \| \| Glacialisaurus \| \| \| \| |
|  |                                                                  |
|  | Lufengosaurus                                                    |
|  |                                                                  |
|  | Glacialisaurus                                                   |
|  |                                                                  |

|  | Lufengosaurus  |
|  |                |
|  | Glacialisaurus |
|  |                |

|  | Yunnanosaurus                                                |
|  |                                                              |
|  | Jingshanosaurus                                              |
|  |                                                              |
|  | Anchisaurus                                                  |
|  |                                                              |
|  | \| \| Melanorosaurus \| \| \| \| \| \| Sauropoda \| \| \| \| |
|  |                                                              |
|  | Melanorosaurus                                               |
|  |                                                              |
|  | Sauropoda                                                    |
|  |                                                              |

|  | Melanorosaurus |
|  |                |
|  | Sauropoda      |
|  |                |

## Paleobiología
Como todos los primeros sauropodomorfos, el Lufengosaurus tenía extremidades posteriores mucho más largas que las anteriores y probablemente era bípedo. Era herbívoro, aunque tenía garras afiladas, con una uña del pulgar especialmente grande y dientes. Estas características se han utilizado para respaldar las afirmaciones, la más reciente de Cooper en 1981, de que Lufengosaurus pudo haber sido al menos parcialmente omnívoro, pero los dientes afilados que se observaron en Lufengosaurus y otros sauropodomorfos tempranos son similares a los observados en lagartos iguanaianos, que son herbívoros. Alternativamente, las garras pueden haber sido utilizadas para defensa o rastrillar el follaje de los árboles. Los embriones de este género también representan la evidencia más temprana de preservación de tejidos blandos de vertebrados.

## Literatura
- Dong Zhiming (1988). Dinosaurs from China. China Ocean Press, Beijing & British Museum (Natural History). ISBN 0-565-01073-5.
- Dong Zhiming (1992). Dinosaurian Faunas of China. China Ocean Press, Beijing. ISBN 3-540-52084-8.